# Palo Grande, Oaxaca
Palo Grande är en ort i Mexiko.   Den ligger i kommunen Miahuatlán de Porfirio Díaz och delstaten Oaxaca, i den sydöstra delen av landet, 400 km sydost om huvudstaden Mexico City. Palo Grande ligger 1 487 meter över havet och antalet invånare är 245.
Terrängen runt Palo Grande är kuperad söderut, men norrut är den platt. Palo Grande ligger nere i en dal. Runt Palo Grande är det ganska tätbefolkat, med 60 invånare per kvadratkilometer. Närmaste större samhälle är Miahuatlán de Porfirio Díaz, 8,6 km sydost om Palo Grande. I omgivningarna runt Palo Grande växer huvudsakligen savannskog.